# Radalj
Radalj (ponegdje i Radalj-planina) je planina u Bosni i Hercegovini.
Nalazi se u srednjoj Bosni. Čini vododjelnicu između porječja Vrbasa i Lašve. Pretežno je građena od paleozojskih škriljaca, pješčenjaka i vapnenaca. Najviši vrh je Kalunac (Kalunište) na 1367 metara nadmorske visine. Drugi viši vrhovi su: Srezinac (1311 m), Radalj (1287 m), Crni vrh (1260 m), Šadlovice (1225 m) i Kamuša (1218 m). 
Južnim podnožjem vodi cesta od Donjeg Vakufa ka Travniku.

## Vanjska poveznica
- Radalj, geoview.info